# 伊格納西奧·何塞·恩塞尼亞特·格拉
伊格納西奧·何塞·恩塞尼亞特·格拉（加泰羅尼亞語︰Ignacio José Enseñat Guerra）是西班牙國家警察部隊的一名西班牙警官。2022年，加泰羅尼亞期刊 La Directa 的一項調查聲稱伊格納西奧是一名西班牙國家情報中心的間諜，他在兩年多的時間裡混入在加泰羅尼亞支持獨立的左翼各團體中，以及一些在巴塞羅那住房權運動的團體裡，為西班牙政府提供情報。